# Hyponephele clarephisius
Hyponephele clarephisius är en fjärilsart som beskrevs av Ruggero Verity 1953. Hyponephele clarephisius ingår i släktet Hyponephele och familjen praktfjärilar. Inga underarter finns listade i Catalogue of Life.